# Eduard von Peucker
Eduard von Peucker (Schmiedeberg, 19 gennaio 1791 – Berlino, 10 febbraio 1876) è stato un generale e politico prussiano.

## Biografia
Eduard von Peucker era figlio del mercante e proprietario terriero Christian Peucker e di sua moglie Christiane Henriette Klaussen.
Dopo aver frequentato il Maria-Magdalenen-Gymnasium a Breslavia, Peucker si unì alla 4ª compagnia di fanteria della brigata di artiglieria prussiana della Slesia il 24 giugno 1809. Nel 1811 ottenne il grado di sottotenente e nel 1812 prese parte alla campagna di Russia dove ebbe modo di distinguersi sino ad ottenere la promozione a tenente il 7 giugno 1815. Il 16 maggio 1816 ottenne la nobilitazione e a giugno venne trasferito al ministero della guerra.
Nel 1842 venne promosso al grado di maggiore generale e nel maggio 1848 divenne membro della commissione militare federale con sede a Francoforte sul Meno in rappresentanza della Prussia. Qui, il 15 luglio 1848, l'arciduca Giovanni d'Asburgo-Lorena, reggente imperiale, lo nominò ministro della guerra. Insieme al suo collega ministro Anton von Schmerling, a settembre di quello stesso anno diresse la soppressione dei moti rivoluzionari a Francoforte. Promosso tenente generale l'8 maggio 1849, il suo gabinetto di governo si dimise dopo il rifiuto della costituzione imperiale da parte della Prussia il 10 maggio 1849.
Il 10 giugno 1849 ricevette il comando del corpo federale che era stato costituito per reprimere la Rivoluzione del Baden. Nel dicembre del 1850 divenne commissario militare prussiano a Kassel, rimanendo in carica sino al febbraio del 1851 e trovandosi a gestire la cosiddetta "crisi d'autunno".
Peucker visse poi a Berlino per alcuni anni senza alcun impiego ufficiale prima di essere nominato ispettore generale dell'istruzione e dell'addestramento militare nel 1854 e si guadagnò un nome riorganizzando le scuole militari prussiane e migliorando i metodi di insegnamento. Il 22 novembre 1858 Peucker venne nominato generale di fanteria. Dal 1860 ricevette un dottorato onorario dall'Università Friedrich Wilhelm di Berlino ed il 18 ottobre 1861 ricevette la Gran Croce dell'Ordine dell'Aquila Rossa con spade; nel marzo 1861 venne nominato cavaliere dell'Ordine dell'Aquila Nera.
Il 21 novembre 1872 consegnò infine la sua lettera di dimissioni dall'esercito prussiano, ottenendone una pensione e la nomina a comandante del 6º reggimento di artiglieria da campo in Slesia ad honorem. Il 24 novembre 1872, Peucker venne nominato membro della camera dei signori di Prussia a vita.
Dopo la sua morte il 10 febbraio 1876, Peucker fu sepolto il 13 febbraio nel cimitero di Dorotheenstadt.

## Matrimonio e figli
Peucker si sposò due volte. L'8 dicembre 1816 sposò a Berlino Christiane Rimpler (8 dicembre 1792 - 7 settembre 1817), figlia del consigliere di guerra Werner Friedrich Rimpler. Dopo la sua morte, Peucker sposò la contessa Clara von der Schulenburg-Ottleben (8 febbraio 1802 - 17 agosto 1837) il 19 novembre 1820 a Zeesen. Il primo matrimonio non produsse eredi e tutti i figli nacquero dal secondo matrimonio:
- Clara (n. 20 novembre 1821)
- Eduard (n. 4 novembre 1823 - 13 aprile 1897)
- Werner (19 marzo 1825 - 27 maggio 1825)